# Естественная информатика
Естественная информатика — это научное направление, изучающее процессы обработки информации, протекающие в природе, мозге и человеческом обществе. Она опирается на такие классические научные направления, как теории эволюции, морфогенеза и биологии развития, системные исследования, исследования мозга, ДНК, иммунной системы и клеточных мембран, теория менеджмента и группового поведения, история и другие. Вторичной задачей этого направления является реализация полученных знаний в технических системах. Промежуточное место между этими двумя подходами занимает компьютерное моделирование естественных информационных процессов.
Кибернетика, определяемая, как «наука об общих закономерностях процессов управления и передачи информации в различных системах, будь то машины, живые организмы или общество» представляет собой близкое, но несколько иное научное направление. Так же, как математика и основная часть современной информатики, оно вряд ли может быть отнесено к области естественных наук, так как резко отличается от них своей методологией. (Несмотря на широчайшее применение в современных естественных науках математического и компьютерного моделирования.)

## Исследования
Информатика считается обычно чисто технической дисциплиной, если не возникшей, то получившей развитие с появлением компьютеров в середине прошлого века. Хотя древние вычислительные устройства типа абакуса, разработка системы иероглифов или изобретение книгопечатания тоже могут быть отнесены к предмету этой дисциплины. Некоторые[кто?] исследователи придерживаются, однако, мнения, что не люди создали информатику, а информатика создала людей. В частности, эволюционную теорию невозможно интерпретировать иначе, чем как грандиозный CAD-проект, увенчавшийся созданием столь совершенного самовоспроизводящегося вычислительного устройства, как человек. Очевидно, что принципы этой разработки нам пока или совсем непонятны, или очень слабо понятны. Но это не значит, что их не существует или что они недостойны изучения.
Многие процессы, протекающие в природе, могут рассматриваться, как информационные. Это например, процессы развития, биологический транспорт, процессы в одноклеточных организмах. При исследовании этих процессов учёные вычленяют некоторые принципы, феномены, процессы, которые достойны того, чтобы их абстрагировали от того естественно-научного контекста, в котором они наблюдались (физиологии, генетики, квантовой физики) и рассматривали в плане универсальных принципов обработки информации в природе. Особенно интересно наблюдать, какие из них уже вошли в систему понятий современной информатики. С этой точки зрения и выполнен последующий обзор научных направлений.

### Эволюционная теория

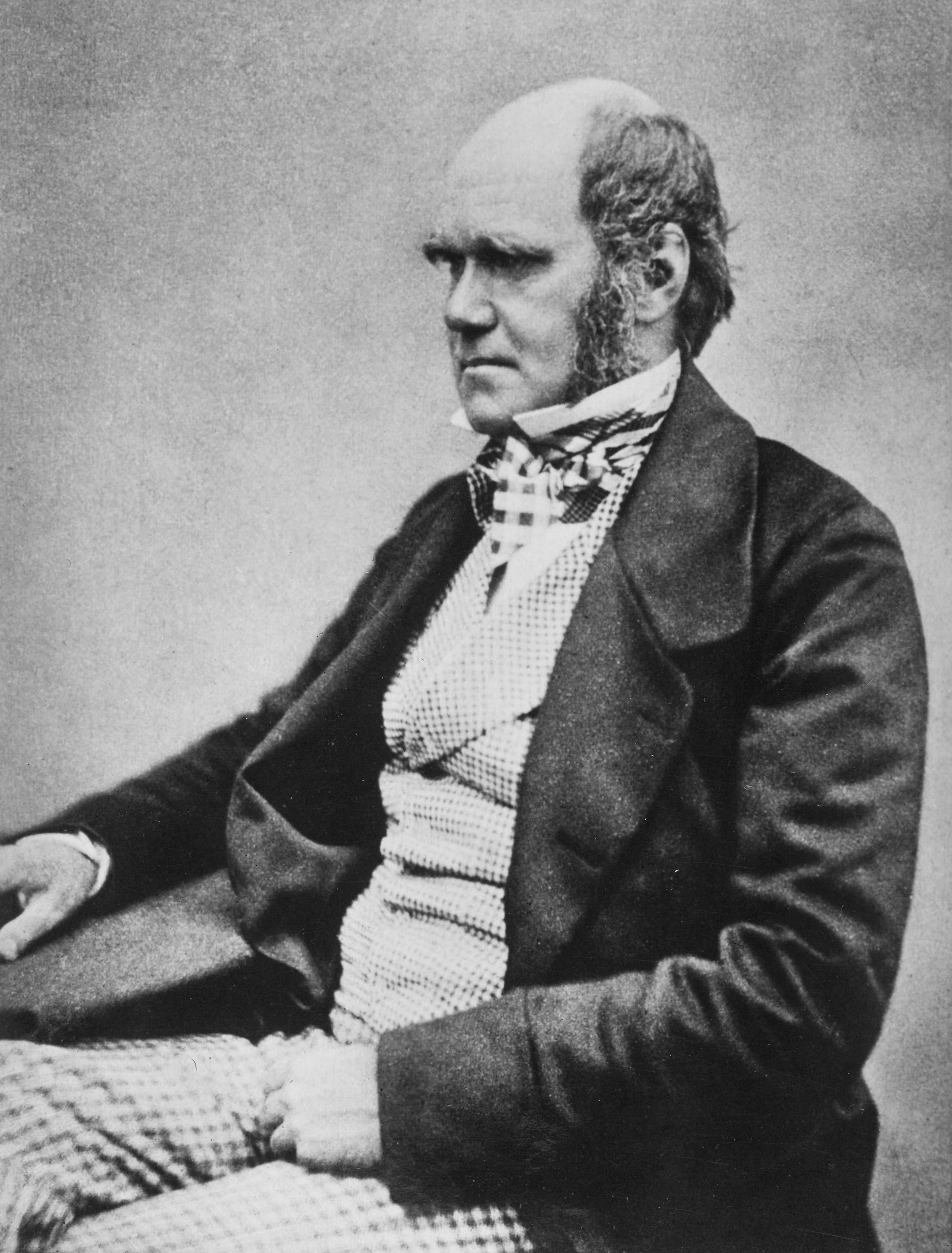
Чарльз Дарвин

Изучение окаменелостей и разнообразия видов живых организмов к середине XIX века убедило большинство учёных, что виды изменяются с течением времени. Однако механизм этих изменений оставался неясен до публикации в 1859 году книги «Происхождение видов» английского учёного Чарльза Дарвина о естественном отборе как движущей силе эволюции. Теория Дарвина и Уоллеса, в конечном итоге, была принята научным сообществом. В 30-х годах прошлого века идея дарвиновского естественного отбора была объединена с законами Менделя, которые сформировали основу синтетической теории эволюции (СТЭ). СТЭ позволила объяснить связь субстрата эволюции (гены) и механизма эволюции (естественный отбор).
В эволюционной теории выделяются следующие важнейшие феномены, способствующие развитию вида: наследственность, изменчивость и естественный отбор. Изменчивости приписывается обычно случайный характер — например — случайные мутации генетического кода. Естественный отбор видится в эволюционной теории как чисто внешнее вмешательство среды в процесс развития вида. Получается, что только механизм наследования можно отнести к тому творческому началу, которое создало чудо природы — человека. Появляются, однако работы, где эти положения подвергаются сомнению. Можно предположить, что и механизм изменчивости не так прост, как это принято считать, и отбор осуществляется не только внешними, но и внутренними по отношению к видовой системе средствами. За редким исключением эти категории не имеют пока отражения в теории и практике современной информатики.

### Системные исследования

Людвиг фон Берталанфи

Австро-американский биолог Людвиг фон Берталанфи в 1930-е годы предложил Общую теорию систем. Его основная идея состоит в признании изоморфизма законов, управляющих функционированием системных объектов. Многие понятия этой теории имеют корреляты в современной информатике. Это, например, объекты (ср. объектно-ориентированное программирование) и отношения (реляционные базы данных), система и среда (клиент-сервер-архитектура).
Но Берталанфи исследует и динамику систем — равновесие (гомеостаз), эволюция, адаптация, переходные процессы. Нельзя сказать, что эти темы полностью игнорируются сейчас информатикой, если иметь в виду, например, процесс разработки программного обеспечения. Здесь идёт настоящая смертельная схватка со сложностью и энтропией (ещё одно системное понятие). Если исправление одной ошибки в коде вызывает в среднем n новых ошибок, где n>1, то процесс разработки становится расходящимся. Вряд ли подобные проблемы не стояли и перед природой, и очень интересно, как она их решила.
Очень перспективным представляется системное понятие модели, блестящий логический анализ которого дан А. И. Уёмовым. Представляется, что любая компьютерная программа представляет собой модель некоторого реального объекта — идет ли речь о научных, бухгалтерских, игровых программах, навигаторах и т. д. Возможно, и в естественных системах обработки информации функция создания моделей принадлежит к числу системообразующих.

### Исследования в биологии и медицине
Системная биология — научная дисциплина, образовавшаяся на стыке биологии и теории сложных систем. Впервые термин используется в статье 1993 года авторов W. Zieglgänsberger и TR. Tölle. Но само направление несомненно существовало и раньше. Собственно, сам Берталанфи был биологом, поэтому он может рассматриваться, как патриарх этого направления.
И даже ещё раньше — уже в самом начале XX века русский физиолог Владимир Бехтерев обосновал 23 универсальных закона и распространил их на сферы психических и социальных процессов. В 1935 году ученик академика Павлова Пётр Анохин ввел понятие «санкционирующая афферентация» (с 1952 г. — «обратная афферентация», позже, в кибернетике — «обратная связь»), тогда же в он дает первое определение функциональной системы, в определённой мере предвосхитившее теорию Берталанфи.
Здесь нельзя не упомянуть и разработанную самим И. П. Павловым концепцию условного рефлекса, в рамках работы над которой формировались системные взгляды Анохина.
Очень близки к информатике работы по расшифровке генетического кода ДНК.

### Физика
Нередко сама Вселенная рассматривается с точки зрения информационных процессов. Выдвинута даже идея, что информация — это более фундаментальное понятие, чем материя и энергия. Тезис Цузе-Фредкина (Zuse-Fredkin), датируемый 1960-ми г.г., состоит в том, что вся Вселенная — это гигантский клеточный автомат, постоянно обновляющий свои правила.
По другой версии Вселенная — это квантовый компьютер, который вычисляет своё собственное поведение.

## Разработки
Существует множество разработок вычислительных систем, опирающихся на принципы, подсмотренные в природе. Собственно, это является одним из предметов бионики, дисциплины, которая наряду с изучением, например полёта птиц или гидродинамики дельфинов, с целью повторения их в технических устройствах, занимается, например, также изучением информационных процессов в организме.
Примерами таких направлений являются искусственные нейронные сети, эволюционные алгоритмы, роевой интеллект, ДНК-компьютер, квантовый компьютер.
В сущности, все существующие методы и алгоритмы теоретической информатики являются «вдохновленными природой» алгоритмами включая клеточные автоматы, эволюционные вычисления, роевой интеллект и другие. Детальный обзор может быть найден во многих книгах

## Моделирование
Моделирование естественных систем обработки информации служит, с одной стороны, их изучению и лучшему пониманию, а с другой — продуцирует идеи для реализации технических вычислительных систем. Это такие подходы, как искусственная жизнь, модели самовоспроизведения.
Создание математических или компьютерных моделей для изучения реальных объектов можно признать одним из важнейших признаков современной естественнонаучной дисциплины. Одной из первых численных моделей в биологии является модель британских нейрофизиологов и лауреатов нобелевской премии Ходжкина и Хаксли, опубликованная в 1952 году. Авторы создали математическую модель, объясняющую распространение потенциала действия вдоль аксона нейрона. Их модель описывала механизм распространения потенциала как взаимодействие между двумя различными молекулярными компонентами: каналами для калия и натрия, что можно расценить как начало вычислительной системной биологии. В 1960 году на основе модели Ходжкина и Хаксли Денис Нобл создал первую компьютерную модель сердечного водителя ритма.
Усилия понять природу биологических систем включают также создание полу-синтетических организмов.